# WCBS
WCBS, znana też jako CBS 2 – jedna ze sztandarowych stacji lokalnych należących do sieci CBS nadająca w Nowym Jorku, której właścicielem jest CBS Television Studios, część CBS Corporation. Jej siedziba znajduje się w CBS Broadcast Center, a nadajniki są umieszczone na Empire State Building.

## Historia
Pierwsze, eksperymentalne emisje tej stacji rozpoczęły się 21 lipca 1931 roku pod nazwą W2XAB. Ówcześnie była to jedyna w całych Stanach Zjednoczonych stacja nadająca siedem dni w tygodniu. W 1940 przeprowadzono pierwszą transmisję w kolorze.
Nazwa „WCBS” została wprowadzona w sierpniu 1940 r. W 1951, emitując pierwszą transmisję sportową, rozpoczęto stałą emisję w kolorze. W 1997 stacja przyjęła nazwę „CBS 2”, co oznacza, że stacja ta jest emitowana na kanale drugim.

## Serwisy informacyjne
Oprócz ogólnokrajowych serwisów informacyjnych, WCBS emituje własne serwisy informacyjne:
- CBS 2 News This Morning – emitowane między 4.30 a 7.00
- CBS 2 News at Noon – emitowane między 12.00 a 12.30
- CBS 2 News at 5 – emitowane między 17.00 a 18.00
- CBS 2 News at 6 – emitowane między 18.00 a 19.00
- CBS 2 News at 11 – podsumowanie dnia, emitowane między 23.00 a 23.35